# Patrouille militaire aux Jeux olympiques de 1928

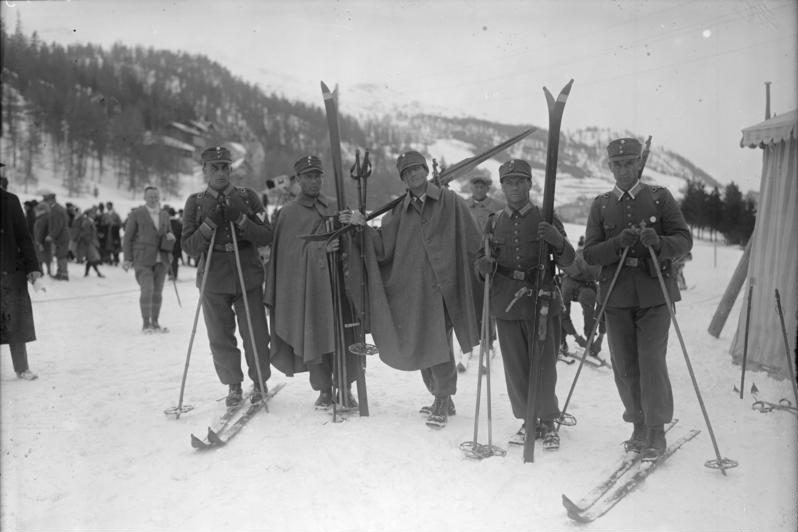
L'équipe allemande

Patrouille militaire aux Jeux olympiques de 1928
La patrouille militaire figure au programme des Jeux olympiques en tant que sport de démonstration. L'épreuve se dispute sur un parcours très sélectif de 30 km avec une dénivellation de 1100 mètres. La Finlande accrocha la Norvège en début d'épreuve, puis les Norvégiens se détachèrent nettement. Les Français terminent derniers.

## Podium
| Épreuve            | Or      | Argent   | Bronze |
| ------------------ | ------- | -------- | ------ |
| Course par équipes | Norvège | Finlande | Suisse |

## Résultats
| Classement | Équipe                                                                                       | Temps             |
| ---------- | -------------------------------------------------------------------------------------------- | ----------------- |
| 1          | Norvège (Ole Reistad, Leif Skagnæs, Ole Stenen, Reidar Ødegaard)                             | 3 h 50 min 47 s   |
| 2          | Finlande (Eino Hjalmar Kuvaja, Kalle Tuppurainen, Esko Järvinen, Veikko Hannes Ruotsalainen) | 3 h 54 min 37 s   |
| 3          | Suisse (Fritz Kuhn, Hugo Lehner, Otto Furrer, Alphonse Julen)                                | 3 h 55 min 04 s   |
| 4          | Italie (Enrico Silvestri, Daniele Pellissier, Erminio Confortola, Piero Maquignaz)           | 4 h 07 min 30 s   |
| 5          | Allemagne (Franz Raithel, Stefan Kistler, Josef Rehm, Ludwig Mayer)                          | 4 h 15 min 02 s ½ |
| 6          | Tchécoslovaquie (Otakar Německý, Josef Klouček, Jan Bedřich, Robert Möhwald)                 | 4 h 15 min 07 s ½ |
| 7          | Pologne (Zbigniew Wóycicki, Władysław Żytkowicz, Władysław Czech, Tadeusz Zaydel)            | 4 h 39 min 45 s   |
| 8          | Roumanie (Toma Calista, Constantin Pascu, Ioan Rucǎreanu, Ion Zǎgǎnescu)                     | 5 h 00 min 16 s   |
| 9          | France (Marcel Pourchier, R. Mandrillon, R. Gindre, M. Perrier)                              | 5 h 20 min 26 s   |

## Note
1. ↑  Parfois nommé dans les sources comme "Oberleutnant Kunz"